# Dirk Schreyer
Dirk Schreyer (født 28. juli 1944 i Lauenburg) er en tysk tidligere roer, olympisk guldvinder og dobbelt europamester.
Schreyer stillede op for Ratzeburger RC og var med i den vesttyske otter i midten af 1960'erne, hvor de var meget dominerende i verdenstoppen. Således var han med til at vinde EM-guld i 1965 og 1967 samt verdensmester i 1966.
Vesttyskerne med Schreyer var derfor blandt favoritterne ved OL 1968 i Mexico City. De vandt da også deres indledende heat ganske sikkert, og i finalen var de igen hurtigst, da de vandt med næsten et sekund foran nummer to, Australien, og Sovjetunionen var yderligere godt et sekund efter på tredjepladsen. De vesttyske guldvindere var foruden Schreyer Horst Meyer, Wolfgang Hottenrott, Rüdiger Henning, Egbert Hirschfelder, Lutz Ulbricht, Jörg Siebert, Roland Böse (i finalen erstattet af Niko Ott) og styrmand Gunther Tiersch. For guldmedaljen blev otteren udnævnt som årets vesttyske hold, og de bar OL-flaget ind under åbningsceremonien ved OL 1972 i München.
Efter afslutningen af sin aktive karriere blev forsikringsagent og havde sit eget agentur.

## OL-medaljer
- 1968:  Guld i otter